# ريتشارد سولومون
ريتشارد سولومون (بالإنجليزية: Richard Solomon)‏ هو سياسي جنوب أفريقي، ولد في 18 أكتوبر 1850، وتوفي في 10 نوفمبر 1913.